# Zhu Lin
Lin Zhu (chino:朱琳; Wuxi, 28 de enero de 1994) es una jugadora de tenis china.
Zhu tiene un título en individual y uno en dobles de la WTA, además ha ganado quince individuales y seis títulos de dobles en el ITF en su carrera. En septiembre de 2023, alcanzó su mejor ranking singles el cual fue 31 del mundo. En octubre de 2023, alcanzó el puesto número 80 del mundo en el ranking de dobles.
Zhu hizo debut WTA Tour en el 2014 Hong Kong Open de Tenis. Habiendo entrado en la fase de clasificación, derrotó Wang Yafan, Raluca Olaru, y Elitsa Kostova por un lugar en el cuadro principal, donde simultáneamente grabó su primera victoria en el cuadro principal en el nivel de la WTA al vencer Kristýna Plíšková en la primera ronda.

## Títulos WTA (2; 1+1)

### Individual (1)
| Leyenda                                |
| Grand Slam (0)                         |
| WTA Finals (0)                         |
| P. Mandatory & Premier 5, WTA 1000 (0) |
| Premier, WTA 500 (0)                   |
| International, WTA 250 (1)             |

| N.º | Fecha                | Torneo  | Superficie | Oponente en la final | Resultado |
| --- | -------------------- | ------- | ---------- | -------------------- | --------- |
| 1.  | 5 de febrero de 2023 | Hua Hin | Dura       | Lesia Tsurenko       | 6-4, 6-4  |

#### Finalista (1)
| N.º | Fecha                    | Torneo  | Superficie | Oponente en la final | Resultado     |
| --- | ------------------------ | ------- | ---------- | -------------------- | ------------- |
| 1.  | 17 de septiembre de 2023 | Osaka   | Dura       | Ashlyn Krueger       | 3-6, 6-7(6)   |
| 2.  | 4 de febrero de 2024     | Hua Hin | Dura       | Diana Shnaider       | 3-6, 6-2, 1-6 |

### Dobles (1)
| Leyenda                                |
| Grand Slam (0)                         |
| WTA Finals (0)                         |
| P. Mandatory & Premier 5, WTA 1000 (0) |
| Premier, WTA 500 (0)                   |
| International, WTA 250 (1)             |

| N.º | Fecha                    | Torneos  | Superficie | Pareja     | Oponentes en la final  | Resultado   |
| --- | ------------------------ | -------- | ---------- | ---------- | ---------------------- | ----------- |
| 1.  | 15 de septiembre de 2019 | Nanchang | Dura       | Xinyu Wang | Shuai Peng Shuai Zhang | 6-2, 7-6(5) |

#### Finalista (2)
| N.º | Fecha                 | Torneos     | Superficie | Pareja     | Oponentes en la final              | Resultado   |
| --- | --------------------- | ----------- | ---------- | ---------- | ---------------------------------- | ----------- |
| 1.  | 27 de febrero de 2022 | Guadalajara | Dura       | Wang Xinyu | Kaitlyn Christian Lidziya Marozava | 5-7, 3-6    |
| 2.  | 5 de febrero de 2023  | Hua Hin     | Dura       | Wang Xinyu | Hao-Ching Chan Wu Fang-hsien       | 1-6, 6-7(6) |

## WTA 125s Series

### Individuales (1)
| N.º | Fecha                   | Torneo | Superficie | Oponente            | Puntaje  |
| --- | ----------------------- | ------ | ---------- | ------------------- | -------- |
| 1.  | 26 de diciembre de 2021 | Seúl   | Dura (i)   | Kristina Mladenovic | 6-0, 6-4 |

### Dobles (1)
| N.º | Fecha               | Torneos   | Superficie | Pareja     | Oponentes                     | Resultado |
| --- | ------------------- | --------- | ---------- | ---------- | ----------------------------- | --------- |
| 1.  | 23 de abril de 2017 | Zhengzhou | Dura       | Xinyun Han | Jacqueline Cako Julia Glushko | 7-5, 6-1  |

## Títulos ITF
| Torneo de $100,000 |
| Torneo de $80,000  |
| Torneo de $60,000  |
| Torneo de $25,000  |
| Torneo de $15,000  |
| Torneo de $10,000  |

### Individual: 15
| N.º | fecha                   | Torneo                      | Superficie    | rival             | resultado     |
| --- | ----------------------- | --------------------------- | ------------- | ----------------- | ------------- |
| 1.  | 23 de octubre de 2010   | Khon Kaen, Tailandia        | Dura          | Luksika Kumkhum   | 6-3, 6-2      |
| 2.  | 23 de mayo de 2013      | Yakarta, Indonesia          | Dura          | Nadia Abdalá      | 7-6, 6-3      |
| 3.  | 3 de marzo de 2014      | Antalya, Turquía            | Tierra batida | Iryna Shymanovich | 6-1, 6-4      |
| 4.  | 31 de mayo de 2014      | Balikpapan, Indonesia       | Tierra batida | Ankita Raina      | 7-5, 2-6, 6-3 |
| 5.  | 7 de junio de 2014      | Tarakan, Indonesia          | Dura          | Wang Yan          | 4-6, 6-0, 6-2 |
| 6.  | 14 de junio de 2014     | Solo, Indonesia             | Dura          | Lavinia Tananta   | 6-0, 6-0      |
| 7.  | 28 de mayo de 2017      | Lu'an, China                | Dura          | Ankita Raina      | 6-3, 3-6, 6-4 |
| 8.  | 13 de mayo de 2018      | Lu'an, China                | Dura          | Liu Fangzhou      | 6–0, 6–2      |
| 9.  | 12 de agosto de 2018    | Jinan, China                | Dura          | Wang Yafan        | 6-4, 6-1      |
| 10. | 27 de enero de 2019     | Singapur                    | Dura          | Han Na-lae        | 6-2, 6-3      |
| 11. | 3 de noviembre de 2019  | Liuzhou, China              | Dura          | Arina Rodionova   | 2-6, 6-0, 6-1 |
| 12. | 10 de noviembre de 2019 | Shenzhen, China             | Dura          | Peng Shuai        | 6-3, 1-3 ret. |
| 13. | 13 de marzo de 2022     | Guanajuato, México          | Dura          | Rebecca Marino    | 6-4, 6-1      |
| 14. | 24 de abril de 2022     | Monastir, Túnez             | Dura          | Victoria Mboko    | 6-1, 4-6, 6-4 |
| 15. | 14 de agosto de 2022    | Landisville, Estados Unidos | Dura          | Elizabeth Mandlik | 6-2, 6-3      |

### Dobles: 6
| Torneo de $100,000 |
| Torneo de $80,000  |
| Torneo de $60,000  |
| Torneo de $25,000  |
| Torneo de $15,000  |
| Torneo de $10,000  |

| No | fecha                  | torneo                    | Superficie | Pareja        | rivales                                           | resultado           |
| 1. | 1 de noviembre de 2010 | Manila, Filipinas         | Dura       | Yang Zhaoxuan | Kim Ji-young Kim Jin-hee                          | 6-4, 6-7(5), [10-7] |
| 2. | 10 de febrero de 2014  | Antalya, Turquía          | Dura       | Li Yihong     | Gabriela Talabă Patricia Maria Țig                | 6-2, ret.           |
| 3. | 24 de febrero de 2014  | Antalya, Turquía          | Dura       | Li Yihong     | Nicoleta-Cătălina Dascălu Raluca Georgiana Șerban | 3-6, 6-3, [10-3]    |
| 4. | 5 de febrero de 2016   | Launceston, Australia     | Dura       | You Xiaodi    | Nadiia Kichenok Mandy Minella                     | 2-6, 7-5, [10-7]    |
| 5. | 30 de julio de 2016    | Lexington, Estados Unidos | Dura       | Hiroko Kuwata | Sophie Chang Alexandra Mueller                    | 6-0, 7-5            |
| 6. | 30 de julio de 2019    | Mánchester, Reino Unido   | Césped     | Duan Yingying | Robin Anderson Laura Ioana Paar                   | 6-4, 6-3            |